# Mangua
Genre
Mangua est un genre d'araignées aranéomorphes de la famille des Physoglenidae.

## Distribution
Les espèces de ce genre sont endémiques de Nouvelle-Zélande.

## Liste des espèces
Selon World Spider Catalog (version 18.0, 09/05/2017) :
- Mangua caswell Forster, 1990
- Mangua convoluta Forster, 1990
- Mangua flora Forster, 1990
- Mangua forsteri (Brignoli, 1983)
- Mangua gunni Forster, 1990
- Mangua hughsoni Forster, 1990
- Mangua kapiti Forster, 1990
- Mangua makarora Forster, 1990
- Mangua medialis Forster, 1990
- Mangua oparara Forster, 1990
- Mangua otira Forster, 1990
- Mangua paringa Forster, 1990
- Mangua sana Forster, 1990
- Mangua secunda Forster, 1990

## Publication originale
- Forster, Platnick & Coddington, 1990 : A proposal and review of the spider family Synotaxidae (Araneae, Araneoidea), with notes on theridiid interrelationships. Bulletin of the American Museum of Natural History, no 193, p. 1-116 (texte intégral).